# Näseträsket
Näseträsket är en sjö i Raseborgs stad i Finland.   Den ligger i landskapet Nyland, i den södra delen av landet, 90 km väster om huvudstaden Helsingfors. Näseträsket ligger 22 meter över havet. I omgivningarna runt Näseträsket växer i huvudsak barrskog. Arean är 4,1 hektar och strandlinjen är 1,47 kilometer lång. Sjön  ingår i Finska vikens avrinningsområde. 